# Ephedra aspera
Ephedra aspera (ефедра шорстка) — вид голонасінних рослин класу гнетоподібних. Поширений на півдні США та півночі Мексики. Це кущ до 1.5 м заввишки з жовто-золотистими гілочками та коричневими шишками.

## Опис
Це досить розгалужений кущ, часто перевищує 1 метр у висоту й складається з безлічі довгих жовто-золотих гілок. Його маленькі листки довжиною всього кілька міліметрів. Чоловічі рослини несуть пилкові шишки довжиною від 4 до 7 мм. Жіночі рослини можуть бути темнішими, до червонуватого кольору, несуть шишки, які трохи більші, ніж у чоловічих рослин і містять тільки одну насінину кожна.

## Поширення, екологія
Країни проживання: Мексика (Баха-Каліфорнія, Баха-Каліфорнія-Сюр, Чіуауа, Коауїла, Халіско, Нуево-Леон, Сан-Луїс-Потосі, Сонора, Тамауліпас, Сакатекас); Сполучені Штати Америки (Аризона, Каліфорнія, Невада, Нью-Мексико, Техас, Юта). Росте на висотах від 20 м до 1800 м. Росте в посушливих пустельних чагарниках часто серед пухких порід, на сухих, скелястих схилах, часто щільними угрупованнями. Також знайдено на вапняку і пісковику в піщаному або гравійному ґрунті. Пов'язаний з Yucca brevifolia, Larrea, Acacia, Lycium, Agave, Dasylirion, Opuntia, Ambrosia. Квіти є з лютого по червень, шишки — з березня по червень.

## Використання
Стебла більшості членів цього роду містять алкалоїд ефедрин і відіграють важливу роль в лікуванні астми та багатьох інших скарг дихальної системи. Надземні частини є кормом для тварин. Стебла використовуються для вилучення танинів, які використовуються як барвники. Ця рослина має різні лікарські використання. Стовбури використовуються для лікування розладів нирок, венеричних захворювань, ран, перев'язки, опіків, пневмонії та виразки шлунка.

## Загрози та охорона
Ареал даного виду перетинає численні охоронні райони.